# Anna Schlaffer
Anna Schlaffer (* 26. Jänner 1953 in Raiding, geb. Mihalkovits) ist eine österreichische Politikerin (SPÖ) und diplomierte Sozialarbeiterin. Schlaffer war zwischen 2000 und 2004 Mitglied des Bundesrates und von 2004 bis 2010 Abgeordnete zum Burgenländischen Landtag.

## Ausbildung und Beruf
Schlaffer wurde als Tochter des Maurers Georg Mihalkovits aus Raiding geboren. Sie besuchte die Volksschule in Raiding und wechselte danach an das Bundesrealgymnasium Oberpullendorf, an der sie 1971 die Matura ablegte. Danach absolvierte Schlaffer die Bundeslehranstalt für gehobene Sozialberufe in Wien, die sie 1973 mit der Diplomprüfung abschloss. Schlaffer arbeitete zwischen 1973 und 1995 am Jugendamt der Bezirkshauptmannschaft Oberpullendorf und war Sprengelsozialarbeiterin. 1995 wechselte sie an das Amt der Burgenländischen Landesregierung, wo sie als leitende Sozialarbeiterin und Fachaufsicht beschäftigt war. 1998 wurde ihr der Titel Oberamtsrätin verliehen.

## Politik
Schlaffer ist seit 1982 Mitglied des Gemeinderates von Raiding und wurde 1992 zur Vizebürgermeisterin gewählt. Schlaffer hatte das Amt der Vizebürgermeisterin bis 1997 inne und ist seit 2002 Bürgermeisterin der Gemeinde. Des Weiteren ist Schlaffer seit 1986 Stellvertretende Ortsparteivorsitzende der SPÖ Raiding, seit 1995 Bezirksfrauenvorsitzende der SPÖ-Oberpullendorf und seit 1995 Bezirksparteivorsitzender-Stellvertreterin der SPÖ Oberpullendorf. 
Schlaffer vertrat vom 28. Dezember 2000 bis zum 23. Juni 2004 die SPÖ und das Burgenland im Bundesrat. Sie wurde am 24. Juni 2004 als Landtagsabgeordnete im Burgenland angelobt und war Bereichssprecherin für Soziales und Hospizwesen im SPÖ-Landtagsklub. Schlaffer trat bei der Landtagswahl im Burgenland 2010 nicht mehr an und schied per 24. Juni 2010 aus dem Landtag aus.

## Privates
Schlaffer ist verheiratet und Mutter zweier Töchter.